# Драсмаркт
Драсмаркт (нем. Draßmarkt) — посёлок (нем. Gemeinde) в Австрии, в федеральной земле Бургенланд. 
Входит в состав округа Оберпуллендорф.  Население составляет 1411 человек (на 31 декабря 2007 года). Занимает площадь 36,2 км². Официальный код  —  10802.

## Политическая ситуация
Бургомистр коммуны — Рудольф Пфнайсль (АНП) по результатам выборов 2007 года.
Совет представителей коммуны (нем. Gemeinderat) состоит из 19 мест.
- АНП занимает 13 мест.
- СДПА занимает 6 мест.